# Intercontinental Rally Challenge 2007
Intercontinental Rally Challenge 2007 był drugim sezonem serii rajdowej rozgrywanych pod nazwą Intercontinental Rally Challenge, składał się z dziewięciu rund i rozpoczął się 9 marca Rajdem Safari, a zakończył 11 listopada Rajdem Chin. Cykl wygrał Hiszpan Enrique García Ojeda.

## Kalendarz[1]
| Runda | Data               | Rajd          | Nawierzchnia | Wyniki |
| ----- | ------------------ | ------------- | ------------ | ------ |
| 1     | 9-11 marca         | Rajd Safari   | szuter       | Wyniki |
| 2     | 11-13 maja         | Rajd Fiata    | szuter       | Wyniki |
| 3     | 22–24 czerwca      | Rajd Ypres    | asfalt       | Wyniki |
| 4     | 12–14 lipca        | Rajd Rosji    | szuter       | Wyniki |
| 5     | 2–4 sierpnia       | Rajd Madery   | asfalt       | Wyniki |
| 6     | 24–26 sierpnia     | Rajd Barum    | asfalt       | Wyniki |
| 7     | 27–29 września     | Rajd San Remo | asfalt       | Wyniki |
| 8     | 25–27 października | Rajd Valais   | asfalt       | Wyniki |
| 9     | 9–11 listopada     | Rajd Chin     | szuter       | Wyniki |

## Zawodnicy
| Zespół                         | Producent           | Samochód                       | Kierowca             | Pilot                 | Rundy    |
| ------------------------------ | ------------------- | ------------------------------ | -------------------- | --------------------- | -------- |
| Abarth & Co. Spa               | Abarth              | Fiat Grande Punto Abarth S2000 | Andrea Navarra       | Guido D'Amore         | 1–4      |
| Abarth & Co. Spa               | Abarth              | Fiat Grande Punto Abarth S2000 | Andrea Navarra       | Dario D'Esposito      | 5–8      |
| Abarth & Co. Spa               | Abarth              | Fiat Grande Punto Abarth S2000 | Umberto Scandola     | Luigi Pirollo         | 1, 3     |
| Abarth & Co. Spa               | Abarth              | Fiat Grande Punto Abarth S2000 | Umberto Scandola     | Guido D'Amore         | 7–8      |
| Abarth & Co. Spa               | Abarth              | Fiat Grande Punto Abarth S2000 | Anton Alén           | Timo Alanne           | 2, 4, 6  |
| Abarth & Co. Spa               | Abarth              | Fiat Grande Punto Abarth S2000 | Giandomenico Basso   | Mitia Dotta           | 5, 7     |
| Fiat Motorsport Turkey         | Abarth              | Fiat Grande Punto Abarth S2000 | Volkan Isik          | Kaan Özşenler         | 2–3, 5–6 |
| H.F. Grifone SRL               | Abarth              | Fiat Grande Punto Abarth S2000 | Corrado Fontana      | Renzo Casazza         | 3, 5–6   |
| Cersanit Rally Team            | Abarth              | Fiat Grande Punto Abarth S2000 | Michał Sołowow       | Maciej Baran          | 3, 6     |
| Autostal Duindistel            | Abarth              | Fiat Grande Punto Abarth S2000 | Pieter Tsjoen        | Eddy Chevaillier      | 3        |
| Autostal Duindistel            | Abarth              | Fiat Grande Punto Abarth S2000 | Freddy Loix          | Eddy Chevaillier      | 5–8      |
| Fiat Vodafone                  | Abarth              | Fiat Grande Punto Abarth S2000 | José Pedro Fontes    | Fernando Prata        | 5        |
| Island Motorsport              | Abarth              | Fiat Grande Punto Abarth S2000 | Renato Travaglia     | Lorenzo Granai        | 6–7      |
| Zero4Piu                       | Abarth              | Fiat Grande Punto Abarth S2000 | Philippe Roux        | Eric Jordan           | 8        |
| Ralliart                       | Mitsubishi Ralliart | Mitsubishi Lancer Evo IX       | Hideaki Miyoshi      | Hakaru Ichino         | 1        |
| Island Motorsport              | Mitsubishi Ralliart | Mitsubishi Lancer Evo IX       | Renato Travaglia     | Lorenzo Granai        | 2–5      |
| Boyla Automotorsport           | Mitsubishi Ralliart | Mitsubishi Lancer Evo IX       | Dimityr Iliew        | Yanaki Yanakiev       | 2–3, 5–6 |
| Cersanit Rally Team            | Mitsubishi Ralliart | Mitsubishi Lancer Evo IX       | Michał Sołowow       | Maciej Baran          | 2        |
| Autostal Duindistel            | Mitsubishi Ralliart | Mitsubishi Lancer Evo IX       | Larry Cols           | Filip Goddé           | 3        |
| Autostal Duindistel            | Mitsubishi Ralliart | Mitsubishi Lancer Evo IX       | Bob Colsoul          | Tom Colsoul           | 3        |
| Autostal Duindistel            | Mitsubishi Ralliart | Mitsubishi Lancer Evo IX       | Melisa Debackere     | Isidoor Smets         | 3        |
| Autostal Duindistel            | Mitsubishi Ralliart | Mitsubishi Lancer Evo IX       | Eddy Snaet           | Filip Deplancke       | 3        |
| Prosport                       | Mitsubishi Ralliart | Mitsubishi Lancer Evo IX       | Andrey Zhigunov      | Igor Ter-Oganesiants  | 4        |
| Prosport                       | Mitsubishi Ralliart | Mitsubishi Lancer Evo IX       | Andrey Lagunov       | Sergey Grudina        | 4        |
| Prosport                       | Mitsubishi Ralliart | Mitsubishi Lancer Evo IX       | Dmitriy Lagunov      | Boris Kostyrko        | 4        |
| Euro Oil Team                  | Mitsubishi Ralliart | Mitsubishi Lancer Evo IX       | Vaclav Pech          | Petr Uhel             | 6        |
| Mediasport Czezh National Team | Mitsubishi Ralliart | Mitsubishi Lancer Evo IX       | Vaclav Arazim        | Julius Gal            | 6        |
| Tescoma Rally Team             | Mitsubishi Ralliart | Mitsubishi Lancer Evo IX       | Roman Kresta         | Petr Gross            | 6        |
| Ralliart Italy                 | Mitsubishi Ralliart | Mitsubishi Lancer Evo IX       | Paolo Andreucci      | Anna Andreussi        | 7        |
| Ralliart Italy                 | Mitsubishi Ralliart | Mitsubishi Lancer Evo IX       | Matteo Gamba         | Giancarla Guzzi       | 7        |
| MRF Tyres                      | Mitsubishi Ralliart | Mitsubishi Lancer Evo IX       | Jussi Valimaki       | Jarkko Kalliolepo     | 9        |
| MRF Tyres                      | Mitsubishi Ralliart | Mitsubishi Lancer Evo IX       | Katsuhiko Taguchi    | Mark Stacey           | 9        |
| Mitsubishi Lancer Team         | Mitsubishi Ralliart | Mitsubishi Lancer Evo IX       | Brian Green          | Fleur Pedersen        | 9        |
| Mitsubishi Lancer Team         | Mitsubishi Ralliart | Mitsubishi Lancer Evo IX       | Wu Jixiang           | Li Zhongqi            | 9        |
| Mitsubishi Lancer Team         | Mitsubishi Ralliart | Mitsubishi Lancer Evo IX       | Xie Fenghze          | Hsieh Tsung-yu        | 9        |
| Mitsubishi Lancer Wan Yu Team  | Mitsubishi Ralliart | Mitsubishi Lancer Evo IX       | David Higgins        | Ieuan Thomas          | 9        |
| Mitsubishi Lancer Wan Yu Team  | Mitsubishi Ralliart | Mitsubishi Lancer Evo IX       | Hua Qingxian         | Zhang Jian            | 9        |
| Mitsubishi Lancer Wan Yu Team  | Mitsubishi Ralliart | Mitsubishi Lancer Evo IX       | Fan Fan              | Fan Shu               | 9        |
| KST Rally Team                 | Mitsubishi Ralliart | Mitsubishi Lancer Evo IX       | Martin Rowe          | Dale Moscatt          | 9        |
| KST Rally Team                 | Mitsubishi Ralliart | Mitsubishi Lancer Evo IX       | Wei Hongjie          | Song Hongwei          | 9        |
| Wu Ming Rally Team             | Mitsubishi Ralliart | Mitsubishi Lancer Evo IX       | Xu Lang              | Huang Yu              | 9        |
| Wu Ming Rally Team             | Mitsubishi Ralliart | Mitsubishi Lancer Evo IX       | Li Qinghong          | Pan Hongyu            | 9        |
| Peugeot Sport España           | Peugeot             | Peugeot 207 S2000              | Nicolas Vouilloz     | Nicolas Klinger       | 2–8      |
| Peugeot Sport España           | Peugeot             | Peugeot 207 S2000              | Enrique García Ojeda | Jordi Barrabés        | 2–8      |
| Peugeot Team Belux             | Peugeot             | Peugeot 207 S2000              | Bernd Casier         | Frédéric Miclotte     | 3, 5–8   |
| Racing Lions SRL               | Peugeot             | Peugeot 207 S2000              | Luca Rossetti        | Matteo Chiarcossi     | 3, 7     |
| Racing Lions SRL               | Peugeot             | Peugeot 207 S2000              | Gilles Panizzi       | Xavier Panseri        | 7        |
| Peugeot Total Hungaria         | Peugeot             | Peugeot 207 S2000              | János Tóth           | Bea Bahor             | 3, 6     |
| Peugeot Total Hungaria         | Peugeot             | Peugeot 207 S2000              | János Tóth           | Robert Tagai          | 7        |
| Peugeot Sport Sweden           | Peugeot             | Peugeot 207 S2000              | Jimmy Joge           | Mattias Andersson     | 4        |
| Peugeot Sport Sweden           | Peugeot             | Peugeot 207 S2000              | Jimmy Joge           | Mathias Gardman       | 6        |
| Peugeot Total                  | Peugeot             | Peugeot 207 S2000              | Bruno Magalhães      | Paulo Grave           | 5, 7     |
| BSA Team                       | Peugeot             | Peugeot 207 S2000              | Brice Tirabassi      | Fabrice Gordon        | 7        |
| BSA Team                       | Peugeot             | Peugeot 207 S2000              | Julien Pressac       | Thibault Gorczyca     | 7        |
| Lugano Racing Team             | Peugeot             | Peugeot 207 S2000              | Christian Jaquillard | Christiane Jaquillard | 8        |
| PH Sport                       | Citroën             | Citroën C2 S1600               | Simon Jean-Joseph    | Jacques Boyere        | 2–3, 5–6 |
| PH Sport                       | Citroën             | Citroën C2 R2                  | Simon Jean-Joseph    | Jacques Boyere        | 4        |
| PH Sport                       | Citroën             | Citroën C2 R2                  | Laurent Viana        | Isabelle Galmiche     | 6        |
| JAS Motorsport                 | Honda               | Honda Civic Type-R R3          | Daniel Solà          | Oscar Sanchez         | 2–6      |
| JAS Motorsport                 | Honda               | Honda Civic Type-R R3          | Daniel Solà          | Carlos Del Barrio     | 7        |
| JAS Motorsport                 | Honda               | Honda Civic Type-R R3          | Luca Betti           | Simone Cuneo          | 2        |
| JAS Motorsport                 | Honda               | Honda Civic Type-R R3          | Luca Betti           | Giovanni Bernacchini  | 3–8      |
| Belgian VW Club                | Volkswagen          | Volkswagen Polo S2000          | Freddy Loix          | Robin Buysmans        | 3        |
| ACE Racing                     | Volkswagen          | Volkswagen Polo S2000          | Tomasz Czopik        | Glib Zagoriy          | 3        |

## Wyniki[1]
| Runda | Rajd                           | Podium | Podium               | Podium            | Podium                         | Podium    |
| Runda | Rajd                           | Msc.   | Kierowca             | Pilot             | Samochód                       | Czas      |
| ----- | ------------------------------ | ------ | -------------------- | ----------------- | ------------------------------ | --------- |
| 1     | Rajd Safari 9-11 marca         | 1      | Andrea Navarra       | Guido d'Amore     | Fiat Grande Punto Abarth S2000 | 2:34:04,0 |
| 1     | Rajd Safari 9-11 marca         | 2      | Hideaki Miyoshi      | Hakaru Ichino     | Mitsubishi Lancer Evo          | 2:40:03,0 |
| 1     | Rajd Safari 9-11 marca         | 3      | Asad Anwar           | Nick Patel        | Mitsubishi Lancer Evo          | 2:45:22,0 |
| 2     | Rajd Turcji 11-13 maja         | 1      | Nicolas Vouilloz     | Nicolas Klinger   | Peugeot 207 S2000              | 2:31:28,7 |
| 2     | Rajd Turcji 11-13 maja         | 2      | Andrea Navarra       | Guido d'Amore     | Fiat Grande Punto Abarth S2000 | 2:31:52,9 |
| 2     | Rajd Turcji 11-13 maja         | 3      | Enrique García Ojeda | Jordi Barrabès    | Peugeot 207 S2000              | 2:32:41,7 |
| 3     | Rajd Ypres 23-24 czerwca       | 1      | Luca Rossetti        | Matteo Chiarcossi | Peugeot 207 S2000              | 2:38:43,9 |
| 3     | Rajd Ypres 23-24 czerwca       | 2      | Enrique García Ojeda | Jordi Barrabès    | Peugeot 207 S2000              | 2:39:02,5 |
| 3     | Rajd Ypres 23-24 czerwca       | 3      | Andrea Navarra       | Guido d'Amore     | Fiat Grande Punto Abarth S2000 | 2:40:47,8 |
| 4     | Rajd Rosji 12-14 lipca         | 1      | Anton Alén           | Timo Alanne       | Fiat Grande Punto Abarth S2000 | 1:19:07,4 |
| 4     | Rajd Rosji 12-14 lipca         | 2      | Enrique García Ojeda | Jordi Barrabès    | Peugeot 207 S2000              | 1:21:17,8 |
| 4     | Rajd Rosji 12-14 lipca         | 3      | Nicolas Vouilloz     | Nicolas Klinger   | Peugeot 207 S2000              | 1:21:54,5 |
| 5     | Rajd Madery 3-4 sierpnia       | 1      | Giandomenico Basso   | Mitia Dotta       | Fiat Grande Punto Abarth S2000 | 3:06:13,4 |
| 5     | Rajd Madery 3-4 sierpnia       | 2      | Bruno Magalhães      | Paulo Grave       | Peugeot 207 S2000              | 3:08:39,8 |
| 5     | Rajd Madery 3-4 sierpnia       | 3      | Enrique García Ojeda | Jordi Barrabès    | Peugeot 207 S2000              | 3:09:06,2 |
| 6     | Rajd Barum 24-26 sierpnia      | 1      | Nicolas Vouilloz     | Nicolas Klinger   | Peugeot 207 S2000              | 2:28:10,8 |
| 6     | Rajd Barum 24-26 sierpnia      | 2      | Enrique García Ojeda | Jordi Barrabès    | Peugeot 207 S2000              | 2:28:27,1 |
| 6     | Rajd Barum 24-26 sierpnia      | 3      | Václav Pech          | Petr Uhel         | Mitsubishi Lancer Evo IX       | 2:30:07,1 |
| 7     | Rajd Sanremo 27-29 września    | 1      | Luca Rossetti        | Matteo Chiarcossi | Peugeot 207 S2000              | 2:31:32,0 |
| 7     | Rajd Sanremo 27-29 września    | 2      | Giandomenico Basso   | Mitia Dotta       | Fiat Grande Punto Abarth S2000 | 2:31:40,7 |
| 7     | Rajd Sanremo 27-29 września    | 3      | Nicolas Vouilloz     | Nicolas Klinger   | Peugeot 207 S2000              | 2:32:01,8 |
| 8     | Rajd Valais 25-27 października | 1      | Nicolas Vouilloz     | Nicolas Klinger   | Peugeot 207 S2000              | 2:44:28,6 |
| 8     | Rajd Valais 25-27 października | 2      | Enrique García Ojeda | Jordi Barrabès    | Peugeot 207 S2000              | 2:44:35,1 |
| 8     | Rajd Valais 25-27 października | 3      | Umberto Scandola     | Guido d'Amore     | Fiat Grande Punto Abarth S2000 | 2:44:47,5 |
| 9     | Rajd Chin 9-11 listopada       | 1      | David Higgins        | Ieuan Thomas      | Mitsubishi Lancer Evo IX       | 3:29:33,1 |
| 9     | Rajd Chin 9-11 listopada       | 2      | Xu Lang              | Huang Yu          | Mitsubishi Lancer Evo          | 3:30:35,2 |
| 9     | Rajd Chin 9-11 listopada       | 3      | Martin Rowe          | Dale Moscatt      | Mitsubishi Lancer Evo          | 3:34:17,1 |

1. ↑  Wskazano tu podium jakie zawodnicy zajęli w rundzie IRC, faktycznie w rajdzie zajęli odpowiednio miejsca: 3, 4, 7.
2. ↑  Wskazano tu podium jakie zawodnicy zajęli w rundzie IRC, faktycznie w rajdzie zajęli odpowiednio miejsca: 2, 3, 6.

## Klasyfikacja kierowców[1]
- do końcowej klasyfikacji zaliczane było siedem najlepszych rajdów.

| Miejsce | Kierowca             | SAF | TUR | YPR | RUS | MAD | ZLI | SAN | VAL | CHN | Pkt |
| ------- | -------------------- | --- | --- | --- | --- | --- | --- | --- | --- | --- | --- |
| 1       | Enrique García Ojeda |     | 3   | 2   | 2   | 4   | 2   | 6   | 2   |     | 47  |
| 2       | Nicolas Vouilloz     |     | 1   | NU  | 3   | 10  | 1   | 3   | 1   |     | 42  |
| 3       | Andrea Navarra       | 3   | 2   | 3   | 4   | NU  | 7   | 10  | NU  |     | 32  |
| 4       | Luca Rossetti        |     |     | 1   |     |     |     | 1   |     |     | 20  |
| 5       | Giandomenico Basso   |     |     |     |     | 1   |     | 2   |     |     | 18  |
| 6       | Umberto Scandola     | NU  |     | 5   |     |     |     | 4   | 3   |     | 15  |
| 7       | Anton Alén           |     | 4   |     | 1   |     | NU  |     |     |     | 15  |
| 8       | Bernd Casier         |     |     | 4   |     | 6   | 5   | 14  | NU  |     | 13  |
| 9       | David Higgins        |     |     |     |     |     |     |     |     | 2   | 10  |
| 10      | Bruno Magalhães      |     |     |     |     | 3   |     | NU  |     |     | 8   |
| 11      | Xu Lang              |     |     |     |     |     |     |     |     | 3   | 8   |
| 12      | Hideaki Miyoshi      | 4   |     |     |     |     |     |     |     |     | 8   |
| 13      | Václav Pech          |     |     |     |     |     | 3   |     |     |     | 6   |
| 14      | Martin Rowe          |     |     |     |     |     |     |     |     | 6   | 6   |
| 15      | Asad Answar          | 7   |     |     |     |     |     |     |     |     | 6   |
| 16      | Freddy Loix          |     |     | NU  |     | NU  | NU  | 11  | 4   |     | 5   |
| 17      | Roman Kresta         |     |     |     |     |     | 4   |     |     |     | 5   |
| 18      | José Pedro Fontes    |     |     |     |     | 5   |     |     |     |     | 5   |
| 19      | Brian Green          |     |     |     |     |     |     |     |     | 7   | 5   |
| 20      | Sammy Aslam          | 8   |     |     |     |     |     |     |     |     | 5   |
| 21      | Renato Travaglia     |     | 5   | 13  | NU  | NU  | 8   | NU  |     |     | 5   |
| 22      | Marco Cavigioli      |     | 16  | 21  | 5   | 15  | NU  | 20  |     |     | 4   |
| 23      | Paolo Andreucci      |     |     |     |     |     |     | 5   |     |     | 4   |
| 24      | Luca Betti           |     | 21  | NU  | NU  | NU  | 22  | 30  | 9   |     | 4   |
| 25      | Hua Qingxian         |     |     |     |     |     |     |     |     | 9   | 4   |
| 26      | Robert Gow           | 19  |     |     |     |     |     |     |     |     | 4   |
| 27      | Simon Jean-Joseph    |     | 8   | 10  | 11  | 8   | 10  |     |     |     | 4   |
| 28      | Volkan Isik          |     | 6   | NU  |     | 14  | 13  |     |     |     | 3   |
| 29      | Václav Arazim        |     |     |     |     |     | 6   |     |     |     | 3   |
| 30      | Corrado Fontana      |     |     | NU  |     | 7   | NU  |     |     |     | 3   |
| 31      | Patrick Snijers      |     |     | 7   |     |     |     |     |     |     | 3   |
| 32      | Andrey Zhigunov      |     |     |     | 7   |     |     |     |     |     | 3   |
| 33      | Philippe Roux        |     |     |     |     |     |     |     | 10  |     | 3   |
| 34      | Shinichiro Karakama  |     |     |     |     |     |     |     |     | 10  | 3   |
| 35      | Navraj Hans          | 25  |     |     |     |     |     |     |     |     | 3   |
| 36      | Tomasz Czopik        |     | 7   | 11  |     | NU  |     |     |     |     | 2   |
| 37      | Dimityr Iliew        |     | NU  | 8   |     | NU  | NU  |     |     |     | 2   |
| 38      | Boris Fedotov        |     |     |     | 8   |     |     |     |     |     | 2   |
| 39      | Gilles Panizzi       |     |     |     |     |     |     | 8   |     |     | 2   |
| 40      | Jean-Philippe Radoux |     |     |     |     |     |     |     | 11  |     | 2   |
| 41      | Shi Chunlei          |     |     |     |     |     |     |     |     | 11  | 2   |
| 42      | Gergely Szabo        |     |     |     | 9   |     | 17  |     |     |     | 1   |
| 43      | Alexandre Camacho    |     |     |     |     | 9   |     |     |     |     | 1   |
| 44      | Devis Cremona        |     |     |     |     |     |     |     | 12  |     | 1   |
| 45      | Xie Fenghze          |     |     |     |     |     |     |     |     | 12  | 1   |
| Miejsce | Kierowca             | SAF | TUR | YPR | RUS | MAD | ZLI | SAN | VAL | CHN | Pkt |

| Kolor     | Opis                   |
| --------- | ---------------------- |
| Złoty     | Zwycięzca              |
| Srebrny   | 2. miejsce             |
| Brązowy   | 3. miejsce             |
| Zielony   | Punktowane miejsce     |
| Niebieski | Ukończył nie punktował |
| Fioletowy | Nie ukończył NU        |
| Czarny    | Wykluczony X           |
| Biały     | Nie wystartował NW     |
| Puste     | Nie brał udziału       |

### Producenci
| Miejsce | Producent  | Rajd | Rajd | Rajd | Rajd | Rajd | Rajd | Rajd | Rajd | Rajd | Pkt |
| Miejsce | Producent  | KEN  | TUR  | BEL  | RUS  | POR  | CZE  | ITA  | SUI  | CHN  | Pkt |
| ------- | ---------- | ---- | ---- | ---- | ---- | ---- | ---- | ---- | ---- | ---- | --- |
| 1       | Peugeot    |      | 16   | 18   | 14   | 14   | 18   | 16   | 18   |      | 114 |
| 2       | Abarth     | 10   | 13   | 10   | 15   | 15   | 0    | 13   | 11   |      | 87  |
| 3       | Mitsubishi | 14   | 6    | 5    | 7    | 0    | 11   | 4    | 0    | 18   | 65  |
| 4       | Honda      |      | 0    | 0    | 0    | 0    | 0    | 0    | 4    | 3    | 7   |
| 5       | Citroën    |      | 1    | 1    | 0    | 2    | 0    | 0    | 0    |      | 4   |